# Gráfico circular

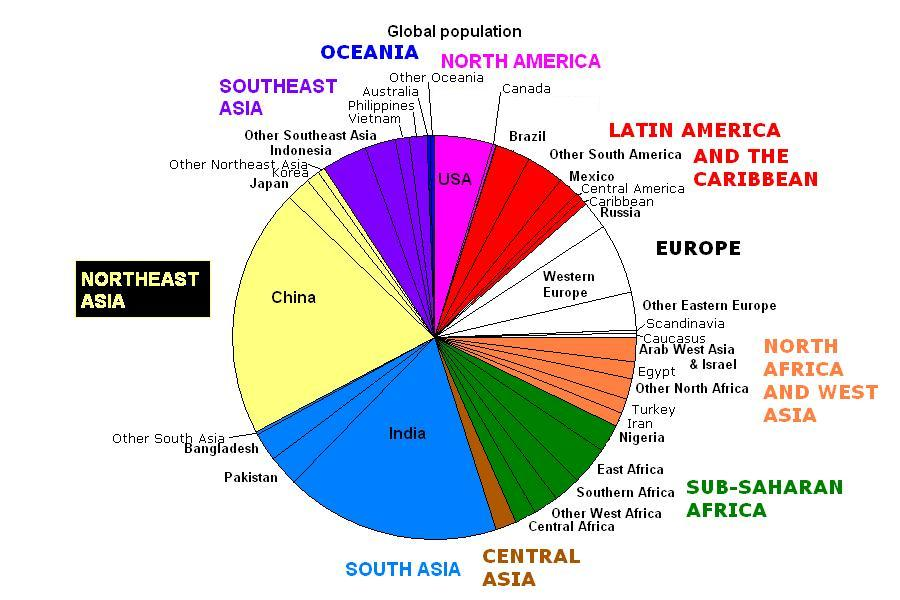
Gráfico sobre la población mundial

Gráfico de la población de hablantes del idioma inglés

Primer gráfico circular conocido de la obra de Breviario Estadístico (1801), mostrando las proporciones del Imperio turco localizado en Asia, Europa y África, antes de 1789.

Un gráfico circular, diagrama sectorial, gráfica circular o gráfica de pastel es un recurso estadístico que se utiliza para representar porcentajes y proporciones. El número de elementos comparados dentro de una gráfica circular suele ser de más de cuatro.
El gráfico circular más temprano conocido se atribuye generalmente al escocés William Playfair, en la obra Statistical Breviary de 1801.

## Características
Se utilizan en aquellos casos donde interesa no solamente mostrar el número de veces  que se dan una característica o atributo de manera tabular sino más bien de manera gráfica, de tal manera que se pueda visualizar mejor la proporción en que aparece esa característica respecto del total.
A pesar de su popularidad, se trata de un tipo de gráfico poco recomendable debido a que nuestra capacidad perceptual para estimar relaciones de proporción o diferencias entre áreas de sectores circulares es mucho menor que, por ejemplo, entre longitudes o posiciones, tal y como sucede en otras gráficas.

## Fórmula
La fórmula para calcular la amplitud del sector de un diagrama de sectores es la siguiente:
{\textstyle Amplitud\ del\ sector\ (^{\circ })={360^{\circ }\times h_{i}}}
Donde se multiplica la amplitud completa (360°), por la frecuencia relativa (hi) de una tabla de frecuencias, ya que es circular y círculo ocupa en total 360 grados.
Para determinar los grados en una gráfica tipo pastel, debemos multiplicar la frecuencia por 360 grados y después dividir por el número total de datos de la frecuencia. 
Grados = (Porcentaje * 360°)/100%
Por ejemplo 45% a grados:
Grados = (45% * 360°)/100%
Grados = 16200/100°
Grados = 162°     
Es decir, 45% ocupa 162° de la circunferencia.